# Tour de Ski
Le Tour de Ski est une compétition de ski de fond créée en 2006, inscrite dans le calendrier de la coupe du monde de ski de fond, consistant en plusieurs épreuves à la fin du mois de décembre et le début du mois de janvier et ayant pour objectif de rendre ce sport plus attrayant et médiatique. Cette idée fut émise par le directeur du ski de fond à la FIS, Jörg Capol, et Vegard Ulvang, ancien champion de la discipline.

## Principe
Son format est le suivant : les fondeurs disputent six à neuf épreuves différentes (sprint, départ par intervalle, poursuite, mass start) sur une dizaine de jours dans des lieux différents en Europe centrale. Son principe est inspiré par le Tour de France cycliste dont il tient le nom.
Les points attribués à l'occasion de cette compétition comptent dans le classement général de la coupe du monde, permettant au vainqueur de cette compétition de prendre une option sérieuse sur le titre final. En effet, contrairement à une épreuve normale, rapportant à son vainqueur 100 points, le vainqueur du Tour de Ski gagne 400 points (soit l'équivalent de 4 victoires en coupe du monde). Les vainqueurs d'étapes marquent 50 points pour le classement de la Coupe du monde.
Le classement général est basé sur le temps total de toutes les étapes auxquels il faut soustraire les bonifications accordés pour les sprints ainsi que pour les courses en ligne. Pour les courses en ligne, des intermédiaires ainsi que l'arrivée octroient à chaque fois 15 secondes pour le premier, 10 secondes pour le deuxième et 5 secondes pour le troisième.
La dernière étape est l'ascension d'une piste de ski alpin à l'Alpe Cermis. L'étape part avec les écarts réels entre les concurrents et le premier concurrent à passer la ligne d'arrivée est le vainqueur du Tour de Ski.

## Dotations
Les vainqueurs reçoivent 150 000 francs suisse chacun. Au total il y a 800 000 francs (400 000 par sexe) qui sont distribués pour le classement général de la compétition auquel il faut ajouter des primes pour les victoires d'étapes notamment. La dotation totale est de 1 055 000 francs suisses (844 000 Euros).

## Palmarès

### Hommes
| Année     | Classement général     | Classement général     | Classement général     | Sprint                 | Montée       |
| Année     | Vainqueur              | Deuxième               | Troisième              | Sprint                 | Montée       |
| 2006-2007 | Tobias Angerer         | Alexander Legkov       | Simen Østensen         | Tor Arne Hetland       | -            |
| 2007-2008 | Lukáš Bauer            | René Sommerfeldt       | Giorgio Di Centa       | Petter Northug         | -            |
| 2008-2009 | Dario Cologna          | Petter Northug         | Axel Teichmann         | Tor Arne Hetland       | -            |
| 2009-2010 | Lukáš Bauer            | Petter Northug         | Dario Cologna          | Petter Northug         | -            |
| 2010-2011 | Dario Cologna          | Petter Northug         | Lukáš Bauer            | Dario Cologna          | -            |
| 2011-2012 | Dario Cologna          | Marcus Hellner         | Petter Northug         | Dario Cologna          | -            |
| 2012-2013 | Alexander Legkov       | Dario Cologna          | Maksim Vylegzhanin     | Petter Northug         | -            |
| 2013-2014 | Martin Johnsrud Sundby | Chris Jespersen        | Petter Northug         | Martin Johnsrud Sundby | -            |
| 2014-2015 | Petter Northug         | Evgeniy Belov          | Calle Halfvarsson      | Petter Northug         | -            |
| 2015-2016 | Martin Johnsrud Sundby | Finn Hågen Krogh       | Sergueï Oustiougov     | Federico Pellegrino    | -            |
| 2016-2017 | Sergueï Oustiougov     | Martin Johnsrud Sundby | Dario Cologna          | Sergueï Oustiougov     | -            |
| 2017-2018 | Dario Cologna          | Martin Johnsrud Sundby | Alex Harvey            | Dario Cologna          | -            |
| 2018-2019 | Johannes Høsflot Klæbo | Sergueï Oustiougov     | Simen Hegstad Krüger   | Johannes Høsflot Klæbo | -            |
| 2019-2020 | Alexander Bolshunov    | Sergueï Oustiougov     | Johannes Høsflot Klæbo | Johannes Høsflot Klæbo | -            |
| 2020-2021 | Alexander Bolshunov    | Maurice Manificat      | Denis Spitsov          | Alexander Bolshunov    | -            |
| 2021-2022 | Johannes Høsflot Klæbo | Alexander Bolshunov    | Iivo Niskanen          | Johannes Høsflot Klæbo | -            |
| 2022-2023 | Johannes Høsflot Klæbo | Simen Hegstad Krüger   | Hans Christer Holund   | Johannes Høsflot Klæbo | -            |
| 2023-2024 | Harald Ø. Amundsen     | Friedrich Moch         | Hugo Lapalus           | Lucas Chanavat         | -            |
| 2024-2025 | Johannes Høsflot Klæbo | Mika Vermeulen         | Hugo Lapalus           | Johannes Høsflot Klæbo | Hugo Lapalus |

### Femmes
| Année     | Classement général       | Classement général         | Classement général       | Sprint                     | Montée         |
| Année     | Vainqueur                | Deuxième                   | Troisième                | Sprint                     | Montée         |
| 2006-2007 | Virpi Kuitunen           | Marit Bjørgen              | Valentina Shevchenko     | Virpi Kuitunen             | -              |
| 2007-2008 | Charlotte Kalla          | Virpi Kuitunen             | Arianna Follis           | Virpi Kuitunen             | -              |
| 2008-2009 | Virpi Kuitunen           | Aino-Kaisa Saarinen        | Petra Majdič             | Petra Majdič               | -              |
| 2009-2010 | Justyna Kowalczyk        | Petra Majdič               | Arianna Follis           | Petra Majdič               | -              |
| 2010-2011 | Justyna Kowalczyk        | Therese Johaug             | Marianna Longa           | Justyna Kowalczyk          | -              |
| 2011-2012 | Justyna Kowalczyk        | Marit Bjørgen              | Therese Johaug           | Justyna Kowalczyk          | -              |
| 2012-2013 | Justyna Kowalczyk        | Therese Johaug             | Kristin Størmer Steira   | Justyna Kowalczyk          | -              |
| 2013-2014 | Therese Johaug           | Astrid Uhrenholdt Jacobsen | Heidi Weng               | Astrid Uhrenholdt Jacobsen | -              |
| 2014-2015 | Marit Bjørgen            | Therese Johaug             | Heidi Weng               | Marit Bjørgen              | -              |
| 2015-2016 | Therese Johaug           | Ingvild Flugstad Østberg   | Heidi Weng               | Ingvild Flugstad Østberg   | -              |
| 2016-2017 | Heidi Weng               | Krista Pärmäkoski          | Stina Nilsson            | Stina Nilsson              | -              |
| 2017-2018 | Heidi Weng               | Ingvild Flugstad Østberg   | Jessica Diggins          | Ingvild Flugstad Østberg   | -              |
| 2018-2019 | Ingvild Flugstad Østberg | Natalia Nepryaeva          | Krista Pärmäkoski        | Ingvild Flugstad Østberg   | -              |
| 2019-2020 | Therese Johaug           | Natalia Nepryaeva          | Ingvild Flugstad Østberg | Anamarija Lampič           | -              |
| 2020-2021 | Jessica Diggins          | Yulia Stupak               | Ebba Andersson           | Linn Svahn                 | -              |
| 2021-2022 | Natalia Nepryaeva        | Ebba Andersson             | Heidi Weng               | Johanna Hagström           | -              |
| 2022-2023 | Frida Karlsson           | Kerttu Niskanen            | Tiril Udnes Weng         | Tiril Udnes Weng           | -              |
| 2023-2024 | Jessica Diggins          | Heidi Weng                 | Kerttu Niskanen          | Linn Svahn                 | -              |
| 2024-2025 | Therese Johaug           | Astrid Øyre Slind          | Jessica Diggins          | Nadine Fähndrich           | Therese Johaug |

## Records

### Victoires au général
Mise à jour à la suite du Tour de Ski 2024-2025
| Rang | Nom                    | Victoire(s) | Année                  |
| ---- | ---------------------- | ----------- | ---------------------- |
| 1    | Dario Cologna          | 4           | 2009, 2011, 2012, 2018 |
| 1    | Johannes Høsflot Klæbo | 4           | 2019, 2022, 2023, 2025 |
| 3    | Lukáš Bauer            | 2           | 2008, 2010             |
| -    | Martin Johnsrud Sundby | 2           | 2014, 2016             |
| -    | Alexander Bolshunov    | 2           | 2020, 2021             |
| 5    | Tobias Angerer         | 1           | 2007                   |
| -    | Alexander Legkov       | 1           | 2013                   |
| -    | Petter Northug         | 1           | 2015                   |
| -    | Sergueï Oustiougov     | 1           | 2017                   |

| Rang | Nom                      | Victoire(s) | Année                  |
| ---- | ------------------------ | ----------- | ---------------------- |
| 1    | Justyna Kowalczyk        | 4           | 2010, 2011, 2012, 2013 |
| 1    | Therese Johaug           | 4           | 2014, 2016, 2020, 2025 |
| 3    | Virpi Kuitunen           | 2           | 2007, 2009             |
| -    | Heidi Weng               | 2           | 2017, 2018             |
| -    | Jessica Diggins          | 2           | 2021, 2024             |
| 6    | Charlotte Kalla          | 1           | 2008                   |
| -    | Marit Bjørgen            | 1           | 2015                   |
| -    | Ingvild Flugstad Østberg | 1           | 2019                   |
| -    | Natalia Nepryaeva        | 1           | 2022                   |
| -    | Frida Karlsson           | 1           | 2023                   |

### Victoires d'étape
Au 5 janvier 2025
| Rang | Nom                    | Victoires |
| ---- | ---------------------- | --------- |
| 1    | Johannes H. Klæbo      | 21        |
| 2    | Petter Northug         | 13        |
| 3    | Sergueï Oustiougov     | 9         |
| 4    | Dario Cologna          | 7         |
| -    | Martin Johnsrud Sundby | 7         |

| Rang | Nom                      | Victoires |
| ---- | ------------------------ | --------- |
| 1    | Therese Johaug           | 16        |
| 2    | Justyna Kowalczyk        | 14        |
| 3    | Marit Bjørgen            | 11        |
| -    | Ingvild Flugstad Østberg | 11        |
| 4    | Jessica Diggins          | 9         |
| 5    | Virpi Kuitunen           | 7         |

## Villes étapes
| Année         | 2007 | 2008 | 2009 | 2010 | 2011 | 2012 | 2013 | 2014 | 2015 | 2016 | 2017 | 2018 | 2019 | 2020 | 2021 | 2022 | 2023 | 2024 | 2025 |
| ------------- | ---- | ---- | ---- | ---- | ---- | ---- | ---- | ---- | ---- | ---- | ---- | ---- | ---- | ---- | ---- | ---- | ---- | ---- | ---- |
| Nové Město    | —    | XX   | X    |      |      |      |      |      |      |      |      |      |      |      |      |      |      |      |      |
| Munich        | X    |      |      |      |      |      |      |      |      |      |      |      |      |      |      |      |      |      |      |
| Oberstdorf    | X    | —    |      |      | X    | X    |      |      | X    | X    | X    | X    | X    |      |      | X    | X    |      |      |
| Asiago        | X    | X    |      |      |      |      |      |      |      |      |      |      |      |      |      |      |      |      |      |
| Val di Fiemme | X    | X    | X    | X    | X    | X    | X    | X    | X    | X    | X    | X    | X    | X    | X    | X    | X    | X    | X    |
| Prague        |      | X    | X    | X    |      |      |      |      |      |      |      |      |      |      |      |      |      |      |      |
| Oberhof       |      |      | X    | X    | X    | X    | X    | X    |      |      |      |      |      |      |      |      |      |      |      |
| Toblach       |      |      |      | X    | X    | X    | X    | X    | X    | X    | X    |      | X    | X    | X    |      |      | X    | X    |
| Val Müstair   |      |      |      |      |      |      | X    |      | X    |      | X    |      | X    |      | X    |      | X    |      |      |
| Lenzerheide   |      |      |      |      |      |      |      | X    |      | X    |      | X    |      | X    |      | X    |      |      |      |
| Davos         |      |      |      |      |      |      |      |      |      |      |      |      |      |      |      |      |      | X    |      |

1. ↑  Etape annulée à cause du manque de neige[3].
2. ↑  Report de l'étape de Oberstdorf[4].
3. ↑  Étape annulé en raison de désaccords entre la FIS et la Fédération allemande de ski[4].